# شیرین کراچفیلد
شیرین کراچفیلد (انگلیسی: Shireen Crutchfield؛ زادهٔ ۲۹ دسامبر ۱۹۷۰) بازیگر و خواننده اهل ایالات متحده آمریکا است.